# Aprosthema
Aprosthema is een geslacht van vliesvleugelige insecten van de familie Argidae.

## Soorten
(Indicatie van aantallen soorten per geslacht tussen haakjes)
- A. austriacum (Konow, 1892)
- A. axillare (Zaddach, 1863)
- A. bifidum (Klug, 1834)
- A. bifurca (Klug, 1834)
- A. brevicorne (Fallen, 1808)
- A. cognatum (A. Costa, 1858)
- A. dalmaticum (Mocsary, 1891)
- A. fusicorne (C.G. Thomson, 1871)
- A. humeratum (Konow, 1892)
- A. hyalinopterum Conde, 1934
- A. instratum (Zaddach, 1859)
- A. konowi (Mocsary, 1891)
- A. maculatum (Jurine, 1807)
- A. melanurum (Klug, 1814)
- A. pachycephalum Zirngiebl, 1937
- A. pallidulum Gussakovskij, 1935

- A. parvulum (Konow, 1895)
- A. peletieri (Villaret, 1832)
- A. simile (Konow, 1892)
- A. staudingeri (Konow, 1895)
- A. syrmiense (Mocsary, 1897)
- A. tardum (Klug, 1814)
- A. tauricum Gussakovskij, 1935
- A. vittatum (Mocsary, 1879)